# Евпатория-Товарная
Евпато́рия-Това́рная (укр. Євпаторія-Вантажна) —  грузовая железнодорожная станция в г. Евпатория в Крыму.

## Описание
Станция построена для обслуживания грузовых подъездных путей евпаторийских предприятий. От станции подъездные пути расходятся в микрорайон Спутник-1.
В 1974-2011 годах на станции существовал остановочный пункт пригородных электропоездов, курсировавших по маршруту Симферополь - Евпатория. В 2012 году остановка была отменена. С 27 мая 2012 года остановка пригородных поездов была возобновлена.
На станцию прибывают только грузовые поезда, которые вывозят из Евпатории стройматериалы, а в летнее время и зерно. Пассажирские поезда дальнего следования на станции не останавливаются.

## Деятельность
Станция может принимать небольшие грузовые отправления, а также универсальные контейнеры массой до 5 тонн.

## Общественный транспорт
К станции подходят следующие автобусные маршруты:
| № маршрута | Трасса                                              |
| ---------- | --------------------------------------------------- |
| 2          | Супермаркет "Фуршет" - Станция "Евпатория-товарная" |
| 10         | Межрайбаза - Санаторий "Юбилейный"                  |